# Monocacy River
Der Monocacy River ist ein 93,3 Kilometer langer Fluss in den US-Bundesstaaten Maryland und Pennsylvania und der größte Nebenfluss des Potomac River in Maryland. 
Der Monocacy entspringt im Adams County und mündet zwischen Tuscarora und Dickerson in den Potomac River. Der Fluss entwässert ein Gebiet von 1927 km². Größte Stadt am Ufer ist Frederick. Der Name Monocacy kommt von den Shawnee und heißt übersetzt „Fluss mit vielen Schlaufen“. Der Fluss durchquert das Monocacy National Battlefield. Dort fand 1864 im Bürgerkrieg die Schlacht am Monocacy statt.